# Gobernador de Puebla
El gobernador del Estado Libre y Soberano de Puebla es el titular del poder ejecutivo de Puebla. Es elegido por sufragio directo y universal. Una vez electo, entra en funciones el 14 de diciembre del año de la elección para un mandato de seis años, sin posibilidad de reelección; en el caso de haberlo desempeñado como provisional, interino o substituto, es posible la reelección no inmediata.
El cargo solo es renunciable por causa grave que debe ser aprobada por el Congreso del Estado de Puebla. En caso de muerte, renuncia o destitución, asume automáticamente el secretario de Gobernación como encargado de la gobernatura, para que después del Congreso designe a un gobernador interino o substituto, según sea el caso.
Existe desde 1824, siendo su primer titular el interino Manuel Gómez Pedraza. A lo largo de la historia ha tenido varias periodos de interrupción, como los gobernadores del Departamento de Puebla durante la República Centralista de 1836 a 1848, los gobernadores militares designados durante la Intervención estadounidense de 1847 a 1848 y los prefectos del Departamento Imperial de Puebla durante el Segundo Imperio mexicano de 1864 a 1867.
La vigente constitución estatal prevé el cargo en el título cuarto a través de dos capítulos de los artículos 70 al 85. Ahí se habla sobre sus poderes y deberes, proceso de elección, cese e incapacidad y características del Despacho como gobernador.
El gobernador es la cabeza de la Administración Pública Estatal. Se apoya de un gabinete centralizado compuesto por diecisiete secretarías de Estado y tres órganos auxiliares, así como de un múltiples entidades que conforman la Administración descentralizada.
El actual gobernador constitucional es el morenista Alejandro Armenta Mier.

## Historia
En 1821, México accedió a su independencia política de España. Mientras se organizaba el gobierno del país, la división territorial continuó siendo la misma que durante el virreinato. Al erigirse el Primer Imperio Mexicano en 1822, Puebla se integró como una de las provincias del imperio. El imperio sería disuelto en 1823, aunque hasta el 4 de octubre de 1824 no fue promulgada la primera constitución federal mexicana, con la cual, las provincias del imperio se convirtieron en estados libres y soberanos.
En 1824 las legislaturas estatales eligieron los primeros gobernadores interinos de los estados de la Unión e iniciaron los trabajos con miras a la promulgación de las constituciones estatales. La primera constitución poblana fue promulgada el 5 de diciembre de 1825, dos semanas después fue nombrado el primer gobernador constitucional de Puebla. La Primera República Federal mexicana fue abolida en 1835.
Tras el intento reformista liberal de 1833 organizado por Valentín Gómez Farías, una rebelión de los conservadores encabezada por Antonio López de Santa Anna estableció en México la Primera República Centralista. El hecho se consumó mediante la promulgación de las Siete Leyes. Entre otras cosas, las Siete Leyes dispusieron la disolución de los congresos estatales y la supresión de los estados para convertirlos en departamentos cuyos gobernadores serían nombrados por el poder central. En 1842, el modelo de Estado unitario sería ratificado por el Constituyente, dando lugar a la Segunda República Centralista. El desorden del gobierno central en el marco de la invasión estadounidense fue el motivo para restablecer el sistema federal en 1847, aboliendo los departamentos.
El restablecimiento de la constitución federal de 1824 en el marco de la invasión estadounidense de 1847 implicó también el restablecimiento de los estados federales. En el período de la Segunda República Federal, que comprende de 1847 a 1863, Puebla sufrió la pérdida de dos porciones importantes de su territorio. En 1849 perdió el departamento de Tlapa que pasó a formar parte del recién creado estado de Guerrero. Cuatro años más tarde, el dictador Antonio López de Santa Anna obsequió a Veracruz el departamento de Tuxpan. De este modo, el estado de Puebla quedó sin salida al mar.

## Facultades y obligaciones
La Constitución Política del Estado Libre y Soberano de Puebla en su artículo 79 establece los poderes y deberes de la figura del gobernador:
- Ser el máximo representante del Estado;
- Publicar las leyes que mande el Congreso;
- Mandar iniciativas de ley al Congreso;
- Designar a un funcionario para que defienda las iniciativas de ley u observaciones a estas ante el Congreso;
- Expedir las normas por las que se maneje la Administración Pública;
- Dirigir los ramos de la Administración Pública;
- Permitir la entrada de fuerzas de seguridad pública de estados colindantes, previo acuerdo;
- Imponer multas en los términos que señalen las leyes;
- Otorgarle a los tribunales las ayudas que estos soliciten;
- Celebrar convenios de todo tipo con el Gobierno Federal, otros estados u ayuntamientos;
- Absorber facultades de ayuntamientos de forma temporal o permanente, previo acuerdo;
- Conocer las renuncias de los funciones que marquen las leyes;
- Otorgar indultos a crímenes del fuero común;
- Dirigir el Sistema Penitenciario del Estado;
- Ordenar la expropiación de los bienes que considere necesarios;
- Promover la educación y el desarrollo social y económico del Estado;
- Crear o disolver empresas paraestatales;
- Proponer al Instituto Estatal Electoral a plebiscito leyes al Congreso o acciones de gobierno, que sean trascendentales.

## Gabinete de Puebla
La Administración Pública Estatal se divide en centralizada y paraestatal. La Administración Centralizada está conformada por dependencias: secretarías de Estado y órganos auxiliares del gobernador. Mientras que las de la Administración Paraestatal se denominan entidades: organismos públicos descentralizados, empresas de participación estatal mayoritaria, fideicomisos públicos y comisiones.
De acuerdo con el artículo 31 de la Ley Orgánica de la Administración Pública del Estado de Puebla, las secretarías de Estado son las siguientes:
| Secretaría de Gobernación                                                       | Julio Miguel Huerta Gómez             |
| Secretaría de Planeación y Finanzas                                             | María Teresa Castro Corro             |
| Secretaría de Administración                                                    | Jesús Ramírez Díaz                    |
| Secretaría de la Función Pública                                                | Juan Carlos Moreno Valle Abdala       |
| Secretaría de Trabajo                                                           | Gabriel Juan Manuel Biestro Medinilla |
| Secretaría de Economía                                                          | Olivia Salomón                        |
| Secretaría de Cultura                                                           | Sergio A. De la Luz Vergara Berdejo   |
| Secretaría de Turismo                                                           | Marta Teresa Ornelas Guerrero         |
| Secretaría de Desarrollo Rural                                                  | Ana Laura Altamirano Pérez            |
| Secretaría de Infraestructura                                                   | Luis Roberto Tenorio García           |
| Secretaría de Movilidad y Transporte                                            | Elsa María Bracamonte González        |
| Secretaría de Salud                                                             | José Antonio Martínez García          |
| Secretaría de Educación                                                         | José Luis Sorcia Ramírez*             |
| Secretaría de Bienestar                                                         | Lizeth Sánchez García                 |
| Secretaría de Seguridad Pública                                                 | Daniel Iván Cruz Luna                 |
| Secretaría de Medio Ambiente, Desarrollo Sustentable y Ordenamiento Territorial | Beatriz Manrique Guevara              |
| Secretaría de Igualdad Sustantiva                                               | América Rosas Tapia                   |
| *: como encargado del Despacho.                                                 |                                       |